# Augustówka (Warszawa)
Augustówka – obszar MSI w warszawskiej dzielnicy Mokotów.

## Opis
Na terenie Augustówki można wyróżnić kilka stref o zróżnicowanym charakterze:
- produkcyjno-techniczną przy ulicy Augustówka oraz na północy przy Trasie Siekierkowskiej,
- obszar zabudowy mieszkaniowej jednorodzinnej w części wschodniej,
- tereny otwarte, ogródki działkowe i zdegradowane tereny rolne (pola, łąki, nieużytki) w części wschodniej,
- tereny niezabudowane wzdłuż Trasy Siekierkowskiej, zawierające obszar po jednostce wojskowej oraz żwirownię oraz zwałowiska ziemi i gruzu.

Augustówka, Łuk Siekierkowski i tereny przylegające stanowią obszar o znaczeniu przyrodniczym, zawierając starorzecza z jeziorami Czerniakowskim, Sielanka i Wilanowskim, a także ciąg będący zanikającym meandrowym obniżeniem terenu przebiegającym od fortu Augustówka do ujścia rzeki Wilanówki do Wisły. Na terenie Augustówki znajduje się, uruchomiona w 1961, największa elektrociepłownia w Polsce − Elektrociepłownia Siekierki.

## Ważniejsze obiekty
- Elektrociepłownia Siekierki
- Fort Augustówka
- Fosa Wolicka